# DARDO
Le DARDO (« Dard » en italien) est un système d'arme rapproché (CIWS) construit par les sociétés italiennes Breda et Oto Melara. Il est composé de deux canons Bofors 40 mm L/70 construits à Breda tirant des obus hautement explosifs (HE), d’un radar de conduite de tir (RTN-10X) et d’un système de contrôle de tir (RTN-20X et Dardo). C’est le dernier d’une longue série de systèmes italiens d’armes antiaériennes dérivée des canons automatiques suédois Bofors 40 mm montés sur des supports de canon construits par Breda tels que le Type 64, le Type 106, le Type 107, le Type 564 et le Type 520.

## Usage
L’usage principal du système est de se défendre contre les missiles antinavires, les drones et autres armes à guidage de précision. Il peut également être utilisé contre les avions conventionnels et les voilures tournantes, les navires de surface, les petites embarcations, les cibles côtières et les mines flottantes.

## Installation
Le DARDO est installé dans une tourelle fermée avec deux supports différents :
- le type A avec des chargeurs internes de 440 coups et des chargeurs de 292 coups sous le pont ;
- et le type B avec seulement le magasin interne de 440 coups. Le type B ne nécessite donc aucune découpe du pont.

## Autres versions
Le Fast Forty est une version améliorée du système avec une cadence de tir plus élevée, un double chargeur et un mécanisme d’alimentation double pour permettre de passer des munitions HE aux obus APFSDS (Armour-Piercing Fin-Stabilized Discarding Sabot) lorsqu’un missile se trouve à moins de 1000 mètres du navire.

## Opérateurs
- Algérie

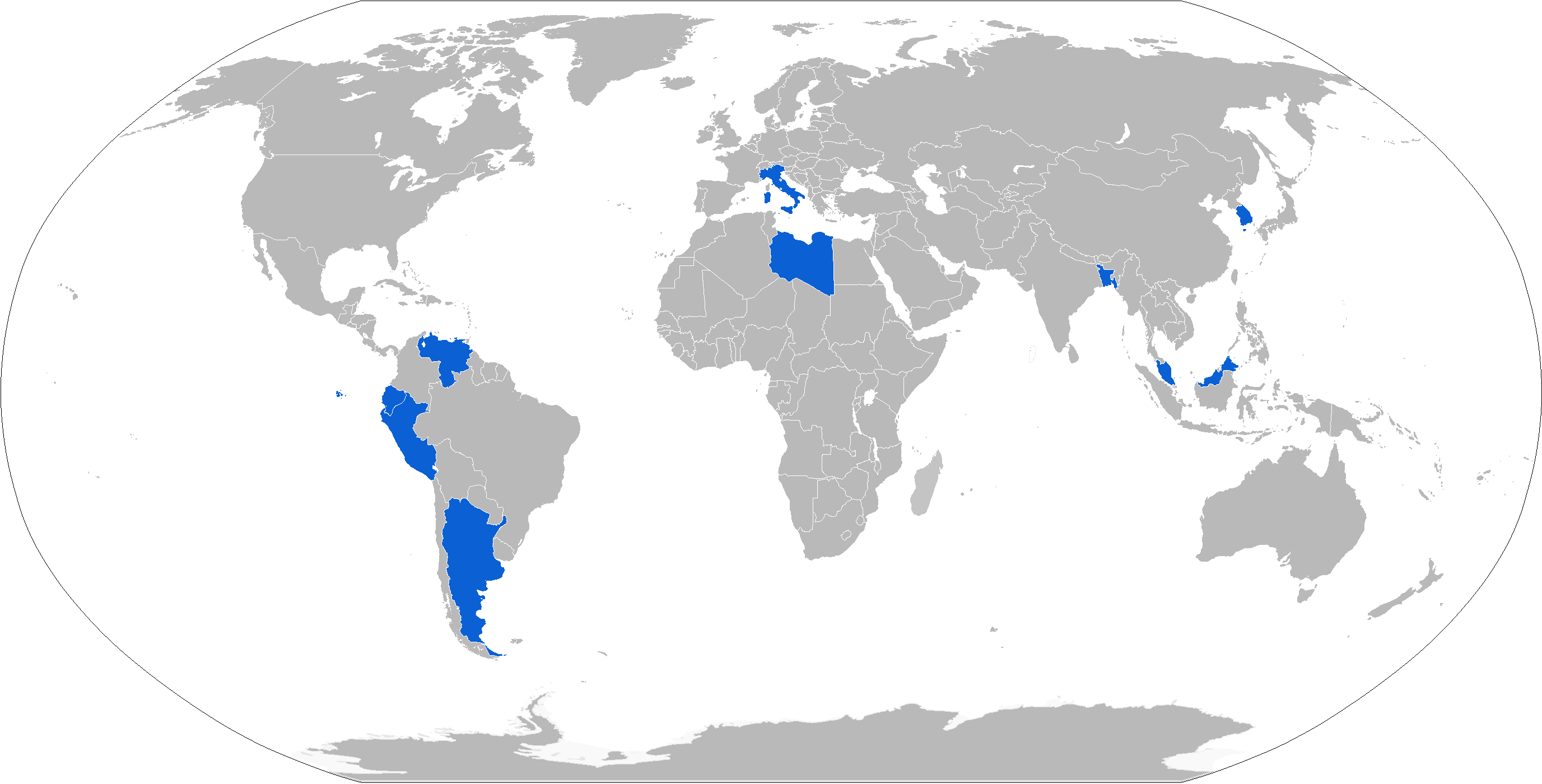
Les pays opérateurs du DARDO sont en bleu sur la carte

  - Navire de débarquement de classe Kalaat Beni Hammed
- Argentine
  - Destroyer de classe Almirante Brown
  - corvette de classe Espora[1]
  - Corvette de classe Drummond
- Bangladesh
  - BNS Bangabandhu
- Colombie
  - Frégate de classe Almirante Padilla
- Équateur
  - Corvette de classe Esmeraldas
  - Bateau lance-missiles de classe Quito
- Libya
  - Corvette de classe Assad
- Italie
  - Croiseur Vittorio Veneto
  - Porte-avions Giuseppe Garibaldi
  - Frégate de classe Lupo
  - Frégate de classe Maestrale
- Corée du Sud
  - Frégate de classe Ulsan
  - Corvette de classe Pohang
- Malaisie
  - Corvette de classe Laksamana
- Nigeria
  - NNS Aradu (F89)
- Pérou
  - Frégate de classe Lupo
  - Frégate de classe Carvajal
  - Corvette de classe PR-72P
- Philippines
  - BRP Conrado Yap
- Arabie saoudite
  - Frégate de classe Al Madinah
- Venezuela
  - Frégate de classe Lupo
- Viêt Nam
  - Corvette de classe Pohang